# Playa de Torre de Benagalbón
La playa de Torre de Benagalbón es una playa del municipio de Rincón de la Victoria, en la Costa del Sol de la provincia de Málaga, Andalucía, España. Se trata de una extensa playa semiurbana de arena oscura, situada en el núcleo de Torre de Benagalbón. Tiene unos 700 metros de longitud y unos 25 metros de anchura media. Es una playa con un grado medio de ocupación y la prolongación natural de la playa de Rincón de la Victoria, pero carece de paseo martítimo. Cuenta con todo tipo de  servicios.